# Construction Time Again
Construction Time Again este al treilea album de studio al trupei Depeche Mode.

## Remasterizarea din 2007
În martie 2007, albumul a fost remasterizat și relansat pe CD, precum și într-o ediție cu un DVD bonus.

## Ediții și conținut

### Ediția originală
Ediție comercială în Marea Britanie
cat.# CD STUMM 13 (album pe CD, lansat de Mute)
cat.# CDX STUMM 13 (album remasterizat pe CD, lansat de Mute), reeditare, lansat la 26 martie 2007
Pe această ediție, piesa de final "Everything Counts" (Reprise) nu figurează la cuprins, fiind hidden track.
Ediție comercială în Japonia
cat.# 18P2-2677 (album pe CD, lansat de Mute)
cat.# WPCR-1324 (album pe CD, lansat de Warner Bros), reeditare
1. "Love In Itself" (1 - Album Version) - 4:29
2. "More Than A Party" (Album Version) - 4:45
3. "Pipeline" (Album Version) - 5:54
4. "Everything Counts" (Album Version) - 4:20
5. "Two Minute Warning" (Album Version) - 4:13
6. "Shame" (Album Version) - 3:51
7. "The Landscape Is Changing" (Album Version) - 4:49
8. "Told You So" (Album Version) - 4:26
9. "And Then..." (Album Version) - 4:36
10. "Everything Counts" (Reprise) - 0:55

### Ediții pe vinil (12") și cea americană pe casetă audio (MC)
Ediție comercială în Marea Britanie
cat.# STUMM 13 (album pe disc de vinil de 12", lansat de Mute)
cat.# DM LP 3 (album remasterizat pe disc de vinil de 12", lansat de Mute) reeditare, lansat la 2 aprilie 2007
Ediții comerciale în SUA
cat.# 23900-1 (album pe disc de vinil de 12", lansat de Sire)
cat.# 23900-4 (album pe casetă audio, lansat de Sire)
Ediție comercială în Japonia
cat.# P-11412 (album pe disc de vinil de 12", lansat de Sire)
fața A:
1. "Love In Itself" (1 - Album Version) - 4:29
2. "More Than A Party" (Album Version) - 4:45
3. "Pipeline" (Album Version) - 5:54
4. "Everything Counts" (Album Version) - 4:19

fața B:
1. "Two Minute Warning" (Album Version) - 4:13
2. "Shame" (Album Version) - 3:50
3. "The Landscape Is Changing" (Album Version) - 4:4
4. "Told You So" (Album Version) - 4:24
5. "And Then..." (Album Version) - 4:34
6. "Everything Counts" (Reprise) (hidden track) - 0:55 *

- * Piesa "Everything Counts" (Reprise) nu este menționată la cuprins, fiind hidden bonus track.

### Ediția pe casetă audio (MC)
Nu include ultima piesă, "Everything Counts" (Reprise).
Ediție comercială în Marea Britanie
cat.# C STUMM 13 (album pe casetă audio, lansat de Mute)
Ediție promoțională în Japonia
cat.# P-11412 (album promoțional pe disc de vinil de 12", lansat de Sire)
Discul promoțional de vinil japonez are exact același cuprins.
fața A:
1. "Love In Itself" (1 - Album Version) - 4:29
2. "More Than A Party" (Album Version) - 4:45
3. "Pipeline" (Album Version) - 5:54
4. "Everything Counts" (Album Version) - 4:19

fața B:
1. "Two Minute Warning" (Album Version) - 4:13
2. "Shame" (Album Version) - 3:50
3. "The Landscape Is Changing" (Album Version) - 4:4
4. "Told You So" (Album Version) - 4:24
5. "And Then..." (Album Version) - 4:34

### Ediția americană pe CD
Varianta "Reprise" a piesei "Everything Counts", din final, a fost înlocuită cu varianta "Everything Counts" (In Larger Amounts), menționată la cuprins ca "Long Version" (bonus track).
Ediție comercială în SUA
cat.# 9 23900-2 (album pe CD, lansat de Sire)
1. "Love In Itself" (1 - Album Version) - 4:27
2. "More Than A Party" (Album Version) - 4:30
3. "Pipeline" (Album Version) - 6:08
4. "Everything Counts" (Album Version) - 4:24
5. "Two Minute Warning" (Album Version) - 4:10
6. "Shame" (Album Version) - 3:50
7. "The Landscape Is Changing" (Album Version) - 4:46
8. "Told You So" (Album Version) - 4:25
9. "And Then..." (Album Version) - 5:40
10. "Everything Counts" (Long Version) (bonus track) - 7:23 *

- * Piesa "Everything Counts" (Long Version) este bonus track.

### Ediția remasterizată cu DVD bonus (SACD/CD+DVD)
DVD-ul conține albumul în format 5.1 format, câteva piese adiționale luate din single-urile extrase de pe albumul inițial și un documentar; piesele sunt în fapt b-side-urile single-urilor, precum și single-ul "Get the Balance Right!", care nu a mai fost inclus pe acest album, după momentul lansării sale în 1983, ci a fost inclus abia în 1985 pe compilația "The Singles 1981-1985" (lansată în SUA ca "Catching Up With Depeche Mode"). Piesele adiționale și documentarul nu sunt în format 5.1, ci în format PCM Stereo.
Ediție comercială în Marea Britanie
cat.# DM CD 3 (album remasterizat pe SACD+DVD, lansat de Mute), lansat la 26 martie 2007
Ediție comercială în SUA
cat.# <lipsește momentan> (album remasterizat pe CD+DVD, lansat de Sire/Reprise/Rhino), lansat de 20 martie 2007
SACD (în Marea Britanie) / CD (în SUA):
1. "Love In Itself" (1 - Album Version) - 4:29
2. "More Than A Party" (Album Version) - 4:45
3. "Pipeline" (Album Version) - 5:54
4. "Everything Counts" (Album Version) - 4:20
5. "Two Minute Warning" (Album Version) - 4:13
6. "Shame" (Album Version) - 3:51
7. "The Landscape Is Changing" (Album Version) - 4:49
8. "Told You So" (Album Version) - 4:26
9. "And Then..." (Album Version) - 4:36
10. "Everything Counts" (Reprise) - 0:55 *

- * Piesa "Everything counts" (Reprise) este hidden track, nefiind menționată la cuprins.

DVD:
1. "Love In Itself" (1 - Album Version) - 4:29
2. "More Than A Party" (Album Version) - 4:45
3. "Pipeline" (Album Version) - 5:54
4. "Everything Counts" (Album Version) - 4:20
5. "Two Minute Warning" (Album Version) - 4:13
6. "Shame" (Album Version) - 3:51
7. "The Landscape Is Changing" (Album Version) - 4:49
8. "Told You So" (Album Version) - 4:26
9. "And Then..." (Album Version) - 4:36
10. "Everything Counts" (Reprise) - 0:55 *
11. "Get the Balance Right!" (Single Version) - 3:13
12. "The Great Outdoors!" (Single Version) - 5:03
13. "Work Hard" (Single Version) - 4:21
14. "Fools" (Single Version) - 4:17
15. "Get the Balance Right!" (Combination Mix) - 7:58
16. "Everything Counts" (In Larger Amounts) - 7:21
17. "Love In Itself" (4 - The Lounge Version) - 4:39
18. "Depeche Mode: 1983" (Teenagers growing up, bad government and all that stuff)

## Single-uri

### În Marea Britanie
1. "Everything Counts" (11 iulie 1983)
2. "Love, in Itself" (19 septembrie 1983)

### În SUA
1. "Everything Counts" (2 noiembrie 1983)